# Mateba 2006
Il Mateba MTR-6+6M o Mateba 2006M o Mateba M2006 è una rivoltella italiana.

## Caratteristiche
La Mateba Autorevolver utilizza una struttura modulare, infatti la canna della pistola si può sostituire con una delle sue 8 versioni, che si differenziano per la lunghezza, da 2" a 6" più alcune varianti sulla forma, ma anche l'impugnatura può essere sostituita con una delle 4 versioni, che si differenziano per 3 dimensioni differenti, di cui la più grande disponibile in due forme distinte. Il tamburo da sei colpi si apre sulla sinistra per ricaricare ma, a differenza di molti altri revolver, il braccio di estrazione del tamburo è posto in alto e questo aprendosi si apre sulla sinistra verso l'alto e non sulla sinistra verso il basso. Inoltre la canna è allineata alla camera più bassa del tamburo. Questa caratteristica ha un ruolo molto importante per quanto concerne l'efficienza dell'arma. Abbassando la canna si minimizza il momento applicato dal rinculo sul braccio del tiratore, minimizzando l'alzata della canna e migliorando la precisione.
Esiste una variante conosciuta come Mateba 2007S che può utilizzare esclusivamente proiettili .38 special ed è munita di tamburo a 7 colpi.
Nel 2017 l'arma venne riproposta in versione limitata di 30 esemplari commemorativi e con una canna disponibile nelle lunghezze di 2 o 5 pollici